# Bulbophyllum japonicum
Bulbophyllum japonicum é uma espécie de orquídea (família Orchidaceae) pertencente ao gênero Bulbophyllum. Foi descrita por Tomitaro Makino em 1910.